# Wolfaart Evert van Wittenhorst

Wapen van het geslacht Van Wittenhorst

Wolfaart Evert van Wittenhorst (na 1575 - mei 1619) was een Nederlands bestuurder en edelman uit het geslacht Van Wittenhorst.
Van Wittenhorst werd geboren als zoon van Walraven van Wittenhorst, heer van Horst, ambtman van Kessel en drost te Middelaar, en Margaretha van Doerne. In 1606 volgde hij zijn grootvader op als heer van Deurne.
Hij was getrouwd met Josina Margaretha van Malsen; in 1603 en 1604 werden twee kinderen uit dit huwelijk geboren. Daarnaast verwekte hij bij Magdalena Staels een dochter. Na zijn dood in 1619 werd hij opgevolgd door zijn dochter Margreta, die daarnaast ook vrouwe van Rossum en Broekhuizen werd als opvolgster van haar moeder.